# Chvojnica
Chvojnica es un municipio del distrito de Myjava en la región de Trenčín, Eslovaquia, con una población estimada a final del año 2024 de 329 habitantes.
Se encuentra ubicado al oeste de la región, cerca del río Myjava (afluente del río Morava, cuenca hidrográfica del Danubio) y de la frontera con la región de Trnava y la República Checa.

## Demografía
| Año        | 1994 | 2004    | 2014   | 2024    |
| ---------- | ---- | ------- | ------ | ------- |
| Población  | 428  | 400     | 362    | 329     |
| Diferencia |      | −6,54 % | −9,5 % | −9,11 % |

| Año        | 2023 | 2024    |
| ---------- | ---- | ------- |
| Población  | 325  | 329     |
| Diferencia |      | +1,23 % |